# Plauci Laterà
Plauci Laterà (en llatí: Plautius Lateranus) va ser un dels amants de Valèria Messal·lina l'esposa de l'emperador Claudi.
L'emperador el va condemnar a mort l'any 48, però finalment va ser perdonat. Segons Tàcit, per consideració als serveis del seu oncle (probablement aquest oncle era Aule Plauci, conqueridor de Britànnia). Va perdre el seu rang de senador que després li va ser restaurat al pujar Neró al poder l'any 56.
Deu anys després, el 66, encara que era cònsol elegit, va participar en la conspiració de Pisó contra l'emperador, actuant, diu Tàcit, per amor a l'estat i no per ambicions personals. Descobert, es va negar a revelar el nom de cap dels seus còmplices i va afrontar la mort amb gran fermesa i dignitat.e